# NGC 81
NGC 81 là một thiên hà hình hạt đậu được ước tính cách chúng ta khoảng 270 triệu năm ánh sáng trong chòm sao Tiên Nữ.